# Maurice L'Abbé
Pour les articles homonymes, voir L'Abbé.
Maurice L'Abbé (20 mai 1920 à Ottawa - 21 juillet 2006 à Montréal) est un professeur de mathématiques québécois.

## Biographie
Il était l'époux de France Mignault et père de quatre enfants.

## Enseignement et recherche
La carrière de Maurice L'Abbé est d'abord consacrée à l'enseignement et à la recherche. Ses travaux, amorcés à l'Université de Princeton, haut lieu mondial des mathématiques, se poursuivent activement à son retour au pays en 1948 et lui valent une bourse postdoctorale de la Société royale du Canada (1952-1953), ainsi que le prix du Concours scientifique de la province de Québec (1954).
Il fut doctorant sous la direction du logicien Alonzo Church.
Très tôt, Maurice L'Abbé reconnaît l'importance de créer des organismes voués au développement des mathématiques au Québec. Nommé directeur du Département de mathématiques de l'Université de Montréal en 1957, il transforme ce qui est alors un département de services en un véritable organisme de recherche et de formation de chercheurs et d'enseignants. En 1962, il fonde le Séminaire de mathématiques supérieures, séminaire dont la tenue constitue chaque année un événement important au sein de la communauté internationale. En 1968, il joue un rôle primordial dans la création du Centre de recherches mathématiques de l'Université de Montréal. Ces deux organismes, le Séminaire et le Centre, ont eu un effet extraordinaire sur le développement des mathématiques au Québec en incitant les meilleurs mathématiciens du monde à participer à la vie scientifique montréalaise.
L'influence de Maurice L'Abbé sur la vie mathématique du Québec est unique. Il sait non seulement créer de toutes pièces les organismes qui contribueront à la réputation actuelle du Québec en recherche et en formation supérieure, mais son action s'étend aussi largement à la formation préuniversitaire (enseignement secondaire et collégial), par sa participation à la création de l'Association mathématique du Québec, du Concours mathématique du Québec et du Camp mathématique d'été. Ces organismes stimulent toujours aujourd'hui l'intérêt des jeunes pour cette discipline indispensable.

## Administration de la recherche
À partir de 1968, Maurice L'Abbé exerce diverses fonctions qui font appel à ses capacités de meneur, d'abord dans le champ des mathématiques, puis dans celui plus vaste de la recherche universitaire en général et, ensuite, de la politique scientifique et technologique du Canada, plus spécialement du Québec. Ainsi, le mathématicien est nommé vice-recteur à la recherche de l'Université de Montréal en 1968. Durant les dix années de son mandat, il insuffle à l'établissement un enthousiasme et un dynamisme qui lui permettent de faire un bond avant décisif et de se définir véritablement comme une université de recherche et de formation supérieure. Premier titulaire du poste de vice-recteur à la recherche au Québec, Maurice L'Abbé met en place les mécanismes de la politique, de la gestion et du financement de la recherche à l'Université de Montréal. Par ailleurs, il s'emploie à la création et au développement d'au moins une dizaine de centres de recherche, parmi lesquels on compte le Centre de recherche sur les transports, l' Institut d'histoire et de sociopolitique des sciences et l'Observatoire du Mont Mégantic.
En 1980, Maurice L'Abbé quitte l'Université de Montréal pour prendre le poste de directeur général du Conseil des sciences du Canada, qu'il occupe durant quatre ans. Quand le gouvernement du Québec crée, en août 1983, le Conseil de la science et de la technologie, Maurice L'Abbé est appelé à en devenir le premier président. Il est particulièrement bien préparé pour ce nouveau défi grâce à son expérience à l'Université de Montréal, à sa collaboration avec l'Organisation de coopération et de développement économique (OCDE) (1978-1979) durant un congé sabbatique à Paris et, surtout, grâce à son travail à Ottawa à la direction du Conseil des sciences du Canada. Aussi, il n'est pas étonnant que, sous sa présidence, le Conseil de la science et de la technologie joue un rôle de premier plan dans l'élaboration des politiques scientifiques, technologiques et industrielles au Québec. Les nombreuses études publiées sous sa direction par le Conseil portent sur des sujets d'intérêt national, constituant des outils fiables pour l'ensemble des acteurs dans le domaine des sciences et de la technologie.
En 1991, Maurice L'Abbé devient le premier président de la Commission de vérification de l'évaluation des programmes créée par la Conférence des recteurs et des principaux des universités du Québec (CREPUQ). En 1995, il accepte la présidence du comité d'évaluation du Centre de recherche en calcul appliqué (CERCA) et, en 1998, il préside le comité d'évaluation scientifique de la même organisation. Enfin, en 2000, il ajoute à ses nombreux titres celui de président du comité d'évaluation scientifique du Centre francophone de l'informatisation des organisations (CEFRIO).
Il est aussi premier récipiendaire du prix Walter-Hitschfeld (1990), décerné par l'Association canadienne d'administrateurs de recherche universitaire (ACARU), officier de l'Ordre national du Québec (1993) et membre de l'Académie des grands Montréalais (1995)

## Citations
« Henri Favre est, avec les bâtisseurs que furent les Roger Gaudry, Maurice L’Abbé, Jacques St-Pierre et quelques autres, l’un de ceux qui ont le mieux incarné les aspirations du milieu universitaire à une époque où l’Université de Montréal se modernisait et accédait au rang de grande université de recherche. »
— Michel Lespérance
« Maurice L’Abbé a fondé plusieurs organismes de recherche dont le Centre de recherches en mathématiques de l’Université de Montréal qui est l’un des plus connus au monde. Il est aussi l’instigateur du Séminaire de mathématiques supérieures qui a lieu depuis 1962. Ces deux accomplissements ont eu un impact extraordinaire sur le développement des mathématiques au Québec en faisant participer les meilleurs mathématiciens du monde à la vie scientifique montréalaise. »
— Conseil de l'Ordre de Montréal

## Honneurs
- Le prix Maurice-Labbé est remis annuellement au meilleur étudiant du Département de mathématiques et de statistique de l'Université de Montréal.
- Le pavillon André-Aisenstadt comporte un salon Maurice Labbé.

### Bourses et prix
- 1952 - Bourse de la Société royale du Canada pour étudier à l'Université de Paris
- 1954 - Prix du Concours scientifique de la province de Québec
- 1977 - Membre de l'Ordre du Mérite
- 1978 - Mérite annuel des Diplômés de l'Université de Montréal
- 1979 - Doctorat ès-sciences honorifique de l'Université McGill
- 1989 - Médaille du Centre Jacques-Cartier
- 1990 - Prix Walter-Hitschfeld décerné par l'Association canadienne d'administration de la recherche universitaire
- 1993 - Officier de l'Ordre national du Québec
- 1994 - Prix Armand-Frappier
- 1994 - Grand Montréalais, catégorie scientifique, Académie des Grands Montréalais[4].
- 2016 - Commandeur de l’Ordre de Montréal[4].